# Société Desaubois
La Société Desaubois est la première compagnie minière établie dans l'actuel bassin minier du Nord-Pas-de-Calais hors Boulonnais. Fondée en 1716, elle tente d'ouvrir trois fosses de deux puits à Fresnes-sur-Escaut et Escautpont : Point du jour, Le Moulin et Ponchelet. La première Société Desaubois se désagrège à la suite de ces échecs, et est immédiatement reconstituée, et ouvre à Fresnes-sur-Escaut le premier puits de la fosse Jeanne Colard, qui permet le 3 février 1720 la découverte de la houille.
Cette société et ses travaux sont dirigées par les premiers entrepreneurs du charbon français que sont Jean-Jacques Desandrouin, Pierre Desandrouin-Desnoëlles, Pierre Taffin, Jacques Richard, Nicolas Desaubois et Jacques Mathieu. La première société disparaît en 1717 au profit d'une deuxième, qui porte la même dénomination.
La Société Désaubois disparaît en 1721, les associés décidant de créer la Société Desandrouin-Taffin.

## Historique

### Fondation de la première société

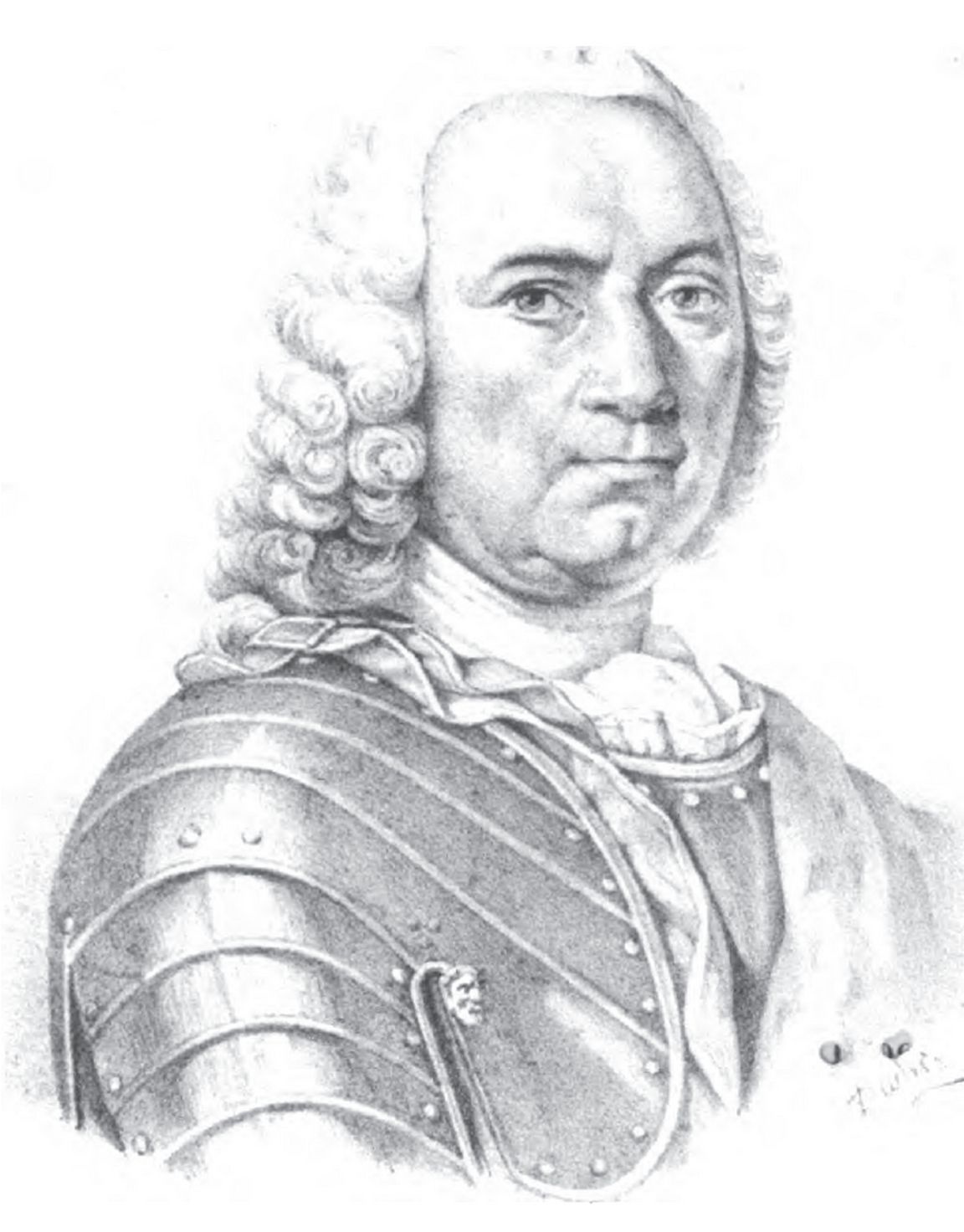
Jean-Jacques Desandrouin.

Après que les conquêtes de Louis XIV eurent séparé le Hainaut français du Hainaut autrichien, le charbon manqua dans la partie du Hainaut adjugée à la France, et les populations désirèrent ardemment que ce précieux combustible leur fût rendu à un prix qui ne serait pas trop élevé. Les provinces françaises de l'Artois, de la Flandre, ne le désiraient pas moins parce que le bois devenait tous les jours plus cher par suite du défrichement des forêts.
Nicolas Desaubois est un inventeur et industriel français, et se disant que la nature n'avait pas pu tracer les limites de la houille, comme l'épée de Louis XIV avait tracé la frontière des Pays-Bas, il fut convaincu que le charbon devait exister dans les provinces devenues françaises aussi bien que dans les provinces restées autrichiennes.
En conséquence, il fit de coûteuses recherches et demanda au roi Louis XV une concession et un secours d'argent. L'utilité de son entreprise était si évidente que, sans hésiter, on lui accorda l'une et l'autre.
Jean-Jacques Desandrouin, né en actuelle Belgique, mais fixé jeune en France où il sert en qualité de capitaine de dragons, joint, à une fortune considérable, les connaissances spéciales nécessaires à l'exploitation de la houille. Dans le dessein de découvrir ce combustible dans les environs de Valenciennes, il organise une société de personnes qu'il choisit. Son frère d'abord, Pierre Desandrouin-Desnoëlles, intéressé plus que tout autre à la réussite de l'entreprise, car il est forcé de faire venir de Mons le charbon nécessaire à la verrerie qu'il vient d'ouvrir à Fresnes-sur-Escaut, près de Condé-sur-l'Escaut. Puis Pierre Taffin, de Valenciennes, alors audiencier à la chancellerie du parlement de Flandre. On ne connaît des autres associés que Jacques Richard et Nicolas Desaubois, la compagnie a pris le nom de ce dernier.
Jacques Mathieu, « ingénieur très éclairé », qui dirige les établissements que Jean-Jacques Desandrouin a dans les environs de Charleroi, a été chargé de la direction de la nouvelle entreprise, dans laquelle il a eu un intérêt « proportionné au peu d'avance qu'il était en état de faire », ne pouvant risquer au-delà « de sa petite fortune ». Il a eu, en outre, des appointements qu'on lui a assuré. Jacques Mathieu est parti de Lodelinsart, dont il est le bailli, le 18 juillet 1716, emmenant avec lui sa famille et vingt jeunes personnes qu'il a engagés pour un an.

### Premiers travaux et concession

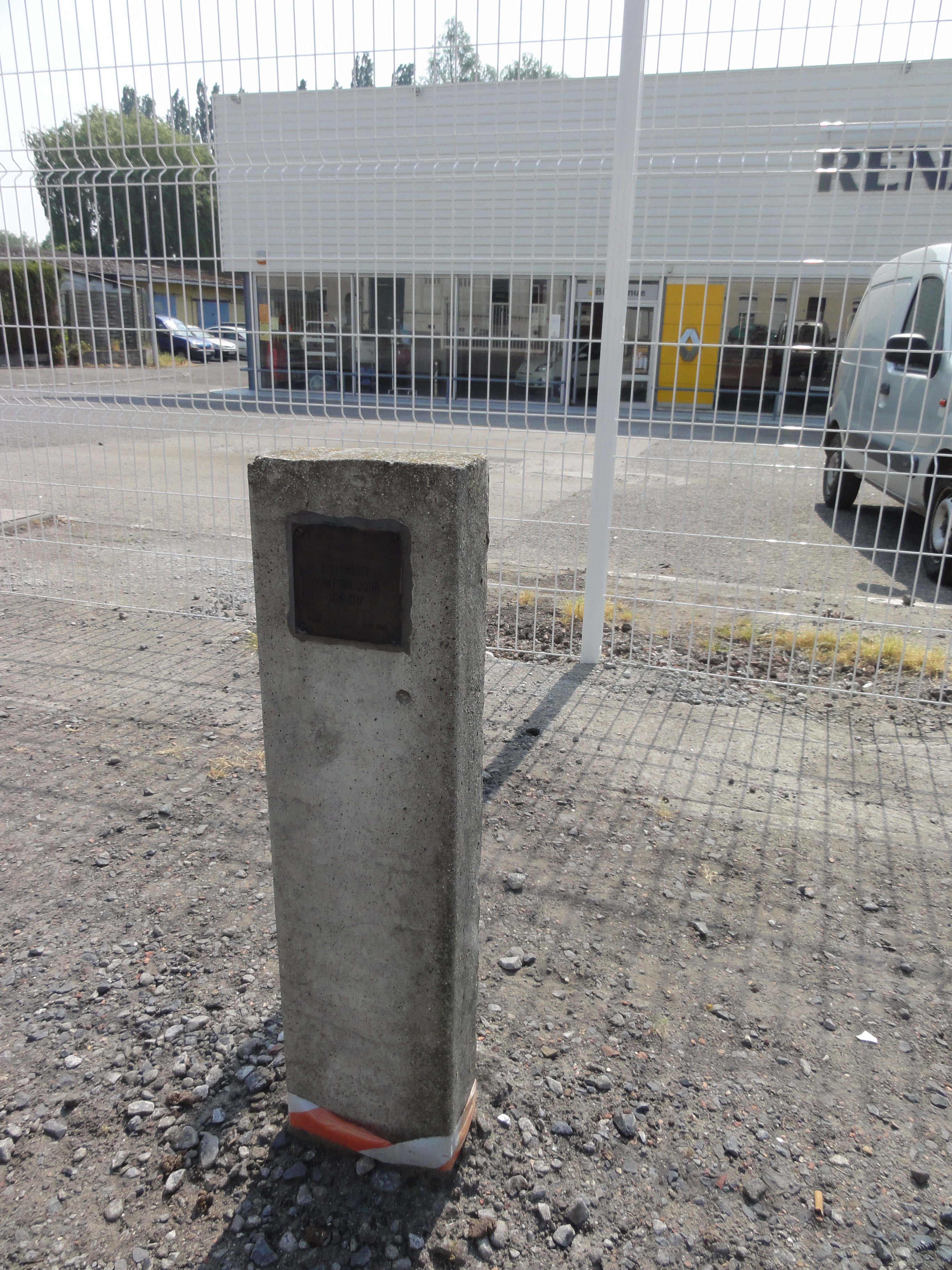
La borne de l'une des deux avaleresses Point du jour, en 2011.

Les travaux commencent au village de Fresnes-sur-Escaut le 1er juillet, en vertu d'une permission particulière, à l'endroit que Jacques Mathieu est venu marquer.
Mais dès les premières épreuves, on reconnaît que l'entreprise serait aussi coûteuse que susceptible de grandes difficultés. On reconnaît également qu'il fallait une étendue de terrain suffisante, soit pour donner du développement aux ouvrages et suivre la direction des veines en cas de réussite, soit pour porter ailleurs les recherches en cas d'insuccès de celles commencées.
Avant la législation de Napoléon 1er où les mines deviennent propriétés perpétuelles, on accordait des permissions d'exploiter fort courtes, en se réservant de les prolonger successivement, selon que les exploitants paraîtraient l'avoir mérité. Il y a donc nécessité de transformer une simple permission de recherche en concession définitive, afin de donner à l'établissement des conditions de durée sans lesquelles il aurait été plus qu'imprudent de courir de nouveau des chances si fatales aux compagnies précédentes.
Le Roi en son Conseil, par acte du 8 mai 1717, concéda à Desaubois ces terrains pour 15 ans et un secours en argent de 5 000 florins (6 250 livres), jugés suffisants pour le premier établissement, suivi de lettres patentes du 4 août.
Cet arrêt accorde donc à Nicolas Desaubois, habitant de Condé-sur-l'Escaut, et à sa compagnie, le privilège exclusif de tirer du charbon de terre pendant quinze ans, depuis Condé en remontant la rivière du Hainau (le Hogneau) jusqu'à Rombies, de Rombies à Valenciennes, et de la rivière de l'Escaut à celle de Scarpe ; à cet effet, permet « d'y faire des fosses dans tous les endroits qu'il jugera convenable, même de faire des rivages le long desdites rivières, en indemnisant de gré à gré les propriétaires des héritages où il croira nécessaire de fouiller et de faire des rivages, et en payant aux seigneurs les mêmes droits qui se payent dans les dépendances du territoire de Mon (Hainaut Impérial) ». Le même arrêt accorde au sieur Desaubois et à son principal commis, exemption de tous droits domaniaux, d'octroi, de brasserie, d'égards et de logement des gens de guerre, et à la compagnie la somme de 6 250 livres, à la condition de rembourser ladite somme dans un an, en cas de réussite, et, en cas contraire, de justifier d'une dépense double. Tel est le premier arrêt de concession obtenu par la compagnie. Cet arrêt, à l'occasion de fosses ouvertes sur Aubry-du-Hainaut quelques années après, paraissant laisser quelques doutes sur l'étendue du privilège accordé, a été interprété par un autre du 27 août 1726. Ce second arrêt déclare que l'intention du roi a été que Desaubois, ses hoirs et ayant-cause, puissent tirer du charbon de terre « non seulement depuis Condé en remontant la rivière du Honneau jusqu'à Rombies et de là à Valenciennes, et depuis la rivière de l'Escaut jusqu'à celle de Scarpe, mais encore dans tout le terrain qui est entre la rivière du Honneau et de l'Escaut, et celui qui est entre l'Escaut et la Scarpe, dans l'étendue du Hainaut français seulement ».

### Fondation de la deuxième société

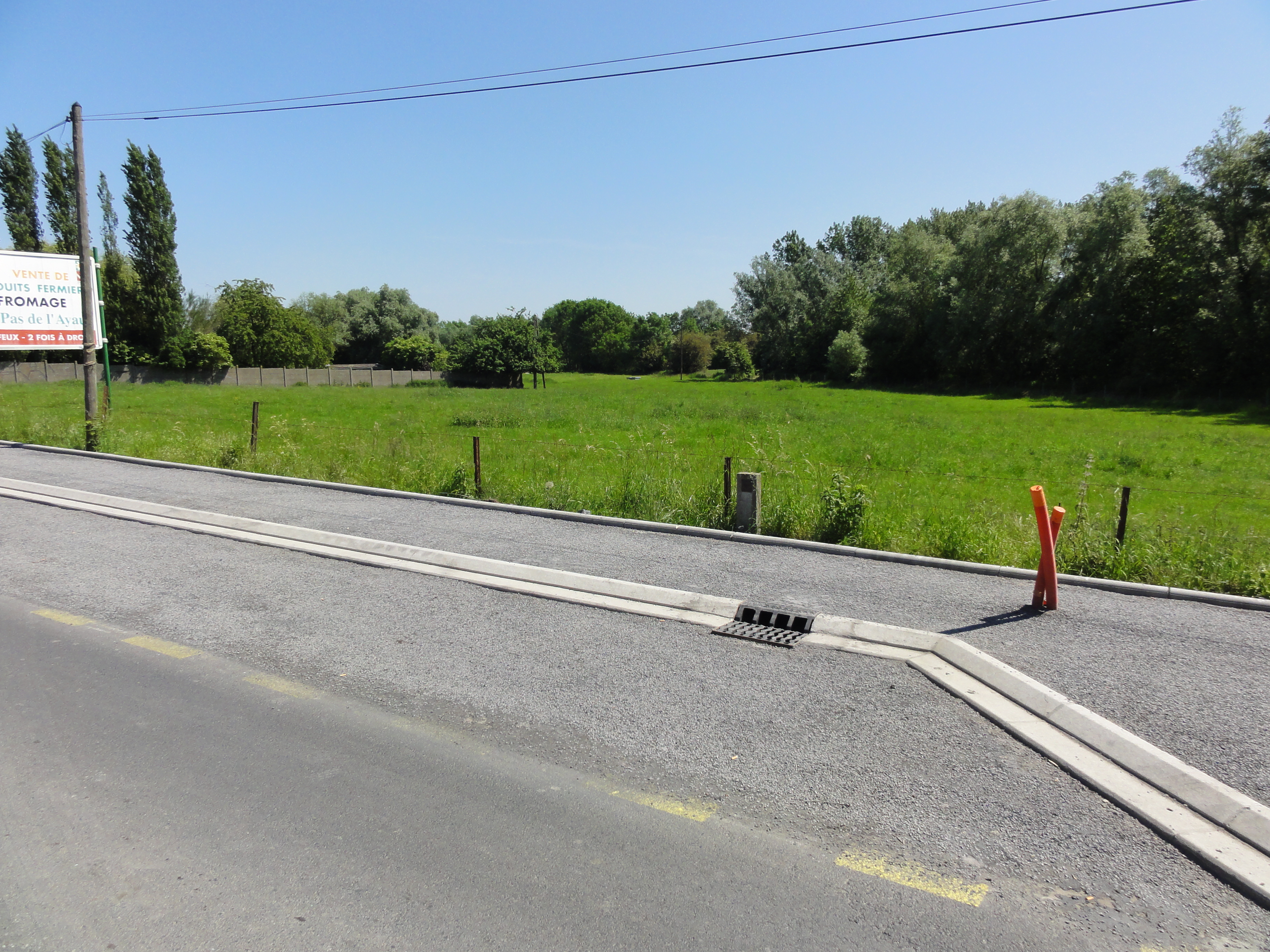
La borne de l'avaleresse Ponchelet no 2, en 2012. Le puits est situé trente mètres derrière.

En 1717, Desaubois, qui a dépensé 47 000 florins (58 750 livres) de ses propres deniers au lieu des 12 500 livres supposés initialement , dissout et reforme la société. La deuxième société se compose des frères Desandrouin, de Taffin, de Mathieu, de Desaubois, de Richard, et des dénommés François et Dumont. Rien n'indique que ces deux derniers faisaient ou pas partie de la première société.

### Reprise des travaux
Les travaux ont été commencés avant l'arrêt de concession. Cet arrêt encourage la nouvelle compagnie à continuer des dépenses déjà considérables. Le 1er juillet 1716, deux puits, les avaleresses Point du jour ont été tentes inutilement au lieudit le Point du Jour. Quatre autres puits, Le Moulin et Ponchelet, ont eu le même sort, elles ont été ouvertes à 300 toises ou environ de l'Escaut, à peu près à pareille distance du chemin de Valenciennes à Condé. Elles ont été successivement abandonnées dans le niveau des eaux à cause des sources qui les remplissent malgré les machines dont on se sert pour les épuiser. Les deux premières sont situées à 600 mètres environ au sud-ouest du Point du Jour, à Escautpont, et les deux autres au Ponchelet, sur Escautpont également. Les premières et les dernières de ces trois fosses constituées de deux puits ont eu le nom de l'endroit où elles ont été ouvertes, l'autre fosse s'appelle Moulin. Ces fosses ne sont probablement de la dimension de celles faites plus tard.
Vers 1718, « deux grandes fosses » sont ouvertes à une demi-lieue ou environ des six premiers puits, sur la même ligne, tirant vers le couchant, à l'entrée du bois, à l'endroit appelé l'Enclos de Colard, d'où le nom de Jeanne Colard.

### Découverte de la houille

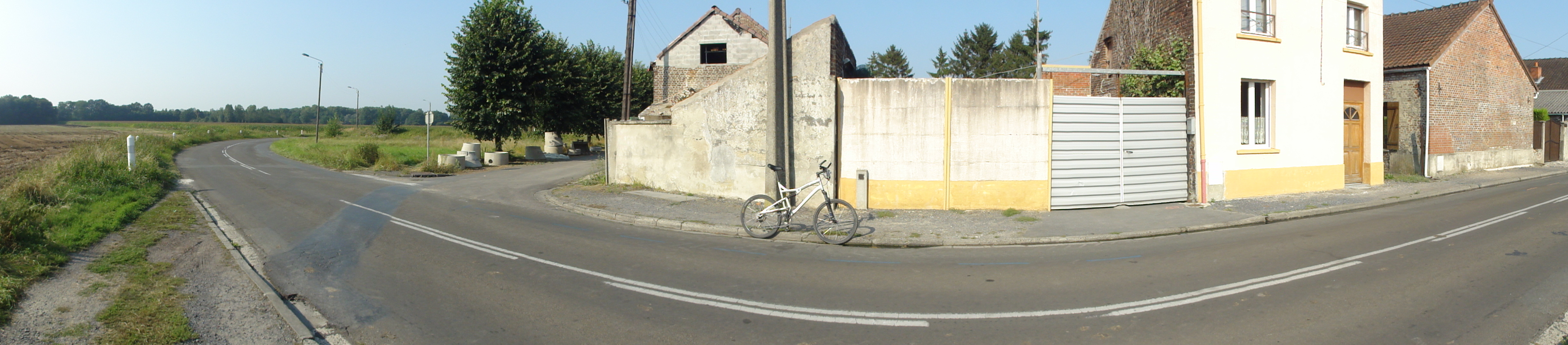
La borne du puits Jeanne Colard no 1 dans son environnement en septembre 2012. Le puits est situé dans le pâté de maisons, quelques mètres derrière.

C'est dans la première de ces deux fosses, après un travail qui a duré dix-huit mois, jour et nuit, que l'on a découvert la houille. On arrive, le 3 février 1720, sur une veine que l'on a creusé dans toute son épaisseur, d'environ quatre pieds, et dont on a tiré du charbon de la largeur de la fosse, "le plus beau charbon qu'on eût encore vu dans la contrée, à la grande joie des habitants".
La veine a environ huit pieds carrés, de manière que l'on a enlevé deux charretées, ce qui a été vite connu d'une bonne partie des habitants de la ville de Condé qui se sont rendus sur les lieux, ainsi que plusieurs habitants de Valenciennes, Douai et autres lieux qui, contents de cette découverte, en ont pris chacun un morceau pour l'emporter chez eux.
À la suite de cette nouvelle importante, M. d'Argension, intendant du Hainaut, se rend sur les lieux avec l'ingénieur en chef de Valenciennes, à l'effet de constater l'état des travaux. La nécessité d'achever la seconde fosse est reconnu, mais les dépenses ont été telles que les associés ont pu hésiter à les continuer. La première compagnie a dépensé 47 000 florins en 1716 et 1717, la seconde a dépensé 3 500 florins en 1717 et 1718 et 61 250 florins en 1719 et 1720. Avant de trouver le charbon, il a coûté 111 750 florins ou 139 687 livres et dix sous.
Ces encouragements donnent à la société la vigueur et l'énergie dont elle a besoin. Desaubois demanda et obtint par arrêt du 9 juillet 1720 une nouvelle concession de 20 ans, s'étalant donc jusque 1740, et un don en argent de 35 000 livres.
Rien n'a été négligé pour arriver à la jonction des deux nouvelles fosses. Le sieur Pierre Mathieu (fils aîné de Jacques), fait un effort et invente à cette période le cuvelage carré avec le picotage, dont personne jusqu'alors n'avait encore fait usage, parce que tant à Liège qu'à Charleroi, on travaille les veines de charbon où elles se montrent au jour. Enfin, les deux fosses étant achevées jusque dans les rochers, on fait une galerie où l'on découvre, le 14 novembre 1720, une belle veine de charbon. On en tire pour la valeur d'environ 2 000 livres, ou à peu près 300 chariots.

### Prétentions du fisc
La Société Desaubois aurait été heureuse si elle n'avait eu à vaincre que des obstacles physiques. À peine le charbon sorti était-il sorti de la fosse que M. Lamorald, directeur des fermes, a envoyé ses commis pour percevoir, sur ce nouveau produit national, le droit de domaine qu'il perçoit sur les charbons étrangers, c'est-à-dire un droit de deux patars à la wague de gros, huit patars au muid de gaillettes, et deux patars au muid de menu, soit dix-sept, dix, et deux centimes au quintal métrique.
Un procès s'ensuit entre Pierre Desandrouin-Desnoëlles, représentant la compagnie, et Charles Cordier, chargé de la régie des fermes générales. Les entrepreneurs, qui étaient bien soutenus du gouvernement, personne ne jalousant leurs dépenses excessives, obtiennent un arrêt contradictoire qui, tout en reconnaissant le bien-fondé des prétentions du fisc, ordonne « néanmoins, par grâce, et sans tirer à conséquence », que le charbon extrait des terrains concédés serait exempt de tous droits domaniaux et autres pendant la durée du privilège.
M. d'Argenson, ajoute Jean-Léonard-Joseph Mathieu, voulant réprimer l'avidité pécuniaire des suppôts de la ferme générale, ordonne que M. Lamorald restitue aux entrepreneurs la somme de 300 livres, que les commis ont extorqués aux voituriers chargés de charbon de Fresnes.

### Ruine des travaux en 1720
Malgré ces tracasseries, le résultat obtenu n'en donne pas moins lieu à de grande réjouissances. Il fait concevoir les plus grands espoirs lorsque survient, la veille de Noël 1720, un accident déplorable. Une planche, qui était de bois de hêtre au lieu de chêne, n'a pas pu résister à la poussée des eaux qui, par une irruption subite, submergent tous les travaux.
Cet accident a fait perdre aux entrepreneurs plus de 20 000 livres. Ils n'ont pas pu profiter de la gratification de 35 000 livres précédemment accordée, parce qu'elle leur avait été payée en billets de banque, alors que ces billets étaient de nulle valeur. Dans ces circonstances, ils s'adressent de nouveau au gouvernement qui, par arrêt du 23 mai 1721, leur donne 200 chênes de la forêt de Mormal.
On tente de remédier à cet accident, de grandes dépenses sont faites pour le réparer, mais personne n'y est parvenu. Le 15 juillet 1721, les associés, réunis à Condé-sur-l'Escaut, vu « les difficultés, pour ne pas dire les impossibilités, de continuer l'entreprise, à cause des eaux qu'on n'a pas pu surmonter, nonobstant les efforts et les dépenses ... » qu'ils ne sont « plus en état de soutenir », résolvent d'abandonner. Les fosses sont comblées, les machines, les pompes, les chevaux, tout est vendu.
Desaubois revendit donc son matériel à Desandrouin-des-Noelles et Pierre Taffin, qui se substituèrent à lui, et qui eurent recours à l'autorité royale pour que les terrains concédés à Desaubois leur furent transmis aux conditions auxquelles celui-ci les avait obtenus. Par acte royal du 22 février 1722, la concession Desaubois fut alors transférée avec le même périmètre et la même durée qui devait se prolonger jusque 1740.
La Société Desandrouin-Taffin succède à la Société Desaubois.